# Матч-турнир претендентов по международным шашкам 1993
Матч-турнир претендентов по международным шашкам проходил в небольшом городке Surhuisterveen во Фрисландии (Нидерланды) с 5 по 12 марта 1993 года с участием гроссмейстеров Александра Балякина (Белоруссия), Харма Вирсмы и Роба Клерка (оба Нидерланды). Вирсма победил в матч-турнире и завоевал право на матч за звание чемпиона мира с Алексеем Чижовым, который состоялся в этом же году.

## Предыстория
По условиям проведения чемпионата мира 1992 года игрок, занявший второе место, получал право вызвать на матч чемпиона мира. По итогам чемпионата второе место разделили четыре участника: Александр Балякин (Белоруссия), Харм Вирсма, Роб Клерк и Тон Сейбрандс (все трое - Нидерланды), между которыми было решено провести дополнительное соревнование в формате матч-турнира. Сейбрандс от участия в соревновании отказался, и в итоге был проведён матч-турнир в три круга между Балякиным, Вирсмой и Клерком.

## Итоги
| Место | Спортсмен         | 1     | 2     | 3     | Игры | Выигр. | Ничьи | Пораж. | Очки |
| ----- | ----------------- | ----- | ----- | ----- | ---- | ------ | ----- | ------ | ---- |
| 1     | Харм Вирсма       |       | 2 1 1 | 1 1 1 | 6    | 1      | 5     | 0      | 7    |
| 2     | Александр Балякин | 0 1 1 |       | 1 2 1 | 6    | 1      | 4     | 1      | 6    |
| 3     | Роб Клерк         | 1 1 1 | 1 0 1 |       | 6    | 0      | 5     | 1      | 5    |